# Rivière Noire (rivière de l'Esturgeon)
Pour les articles homonymes, voir Rivière Noire.
La rivière Noire est un affluent de la rivière de l'Esturgeon, coulant sur la rive sud du fleuve Saint-Laurent, dans la région administrative de la Montérégie, dans la province de Québec, au Canada. Cette rivière traverse les municipalités suivantes :
- Saint-Rémi, dans la MRC Les Jardins-de-Napierville ;
- Saint-Isidore dans la MRC de Roussillon.

La vallée de ce ruisseau est desservie par le chemin du rang Saint-Régis.

## Géographie
La rivière Noire prend sa source en zone agricole à côté du chemin du rang Sainte-Thérèse. Cette source est située à 3,8 km au sud-ouest du centre du village de Saint-Rémi, à 5,1 km au sud-est du centre du village de Saint-Isidore, à 10,3 km au nord-est de l'embouchure de la rivière de l'Esturgeon.
À partir de sa source, le courant de la rivière Noire coule sur environ 3 km vers l'ouest en zone agricole, avec une dénivellation de 3 m. Le cours de la rivière Noire passe sous le pont du chemin Saint-Régis (route 207)
La confluence de la rivière Noire se situe à km. À partir de son embouchure, le courant suit sur 10,8 km le cours de la rivière de l'Esturgeon, sur  13,3 km le cours de la rivière Châteauguay, laquelle se déverse sur la rive sud du fleuve Saint-Laurent.

## Toponymie
Le toponyme rivière Noire a été officialisé le 17 août 1978 à la Commission de toponymie du Québec.